# Nikolaus von Pelgrims

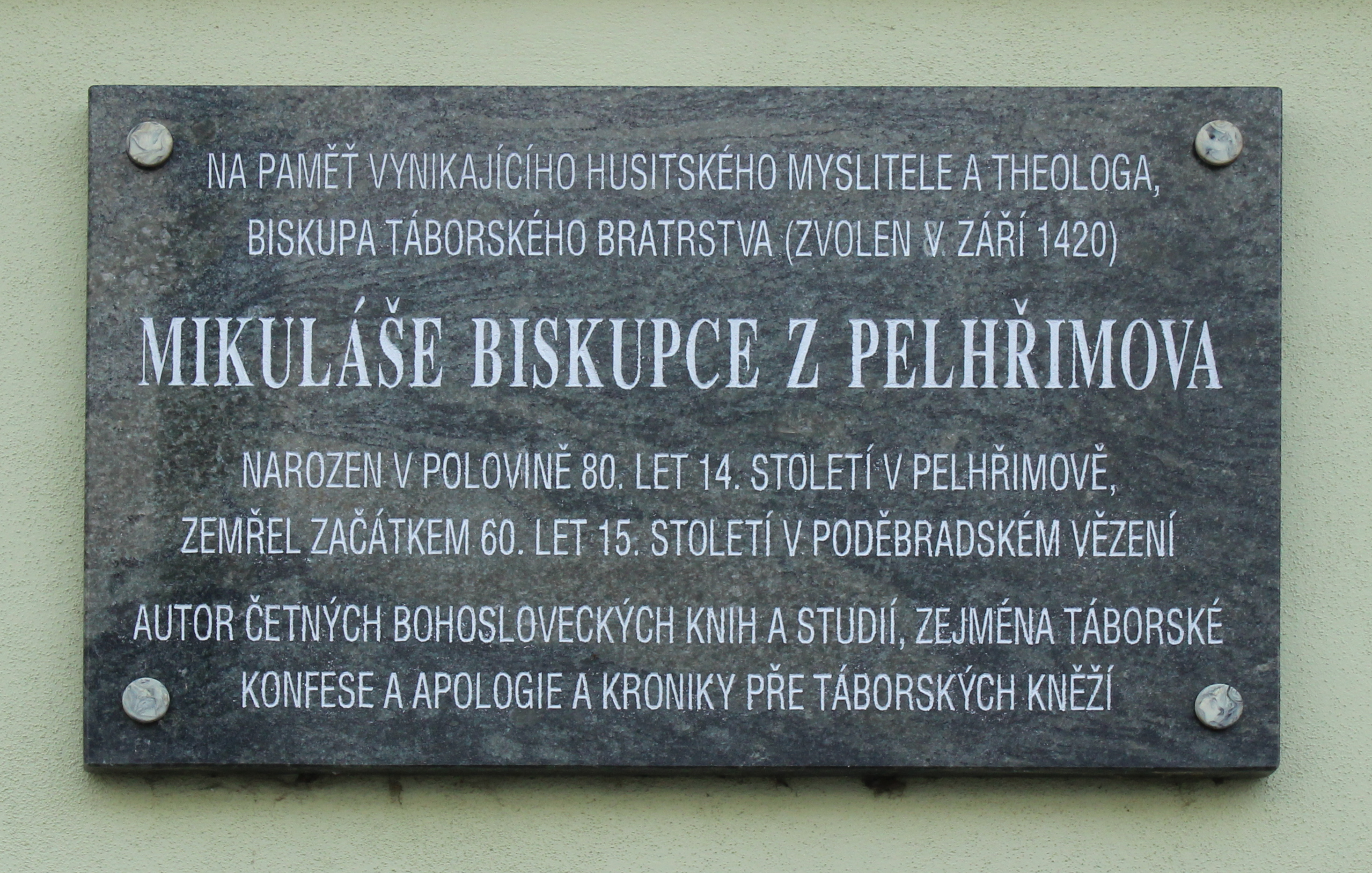
Gedenktafel an der evangelischen Kirche in Pelhřimov

Nikolaus von Pelgrims (tschechisch Mikuláš z Pelhřimova, auch Nicolaus Pilgramensis, Mikuláš Biskupec z Pelhřimova) (* etwa 1385 in Pelhřimov; † 1460 in Poděbrady) war ein tschechischer Bischof, Chronist und Diplomat.

## Leben
1409 legte er unter Jan Hus seine Bachelorprüfung an der Prager Universität ab. Bald sympathisierte er mit den Taboriten, die ihn 1420 zu ihrem Bischof und Kassenverwalter wählten. In dieser Position nahm er an Verhandlungen mit anderen hussitischen Gruppierungen teil und verteidigte seine Lehre gegenüber den Prager Meistern der Freien Künste.
1421 wandte er sich gemeinsam mit Johann von Jitschin an Jakobellus von Mies und Johann von Přibram mit der Bitte um Beurteilung des eucharistischen Disputs mit den Pikarden, nach deren Lehre das Brot und der Wein bei der Messe als Zeichen des Körpers und Blutes Jesu Christi angesehen wurden, wobei die Gaben nicht den Körper Christi, sondern seine Taten darstellen sollten. Die Entscheidung zu Gunsten der Taboriten bestärkte schließlich Jan Žižka in der gewaltsamen Unterdrückung der Adamiten. 1422 formulierte Nikolaus an der Synode in Pisek die Taboriten-Lehre, die er bis 1452 vertrat.
1432 nahm er als Botschafter der böhmischen Seite am Konzil von Basel teil. Hier verteidigte er das Recht der weltlichen Herrschaft der Priester. Nach der Schlacht von Lipan (1434) verlor er bei den böhmischen Glaubensvertretern durch seine Ansichten an Ansehen und Macht. 1443 wurde er auf der Priesterversammlung in Kuttenberg gezwungen, seine Lehre darzulegen. Diese wurde als verführt und ketzerisch verurteilt. 1444 wurde seine Lehre auf dem Prager Kongress endgültig als Irrlehre verboten. Nach der Niederschlagung der Taboriten 1452 wurde Nikolaus inhaftiert, zunächst in der Prager Altstadt gefangengehalten und, nachdem er Jan Rokycana die Gefolgschaft verweigerte, in mehreren Gefängnissen des Georg von Podiebrad interniert. Er starb im Gefängnis in Podiebrad.

## Lehre
Nikolaus von Pelgrims Lehre erkannte nur die Bibel an und hielt ausschließlich biblische Bildung für sinnvoll. Alle kirchliche Zeremonien, das Fegefeuer, Feiertage mit Ausnahme des Sonntags, Gebete für Tote und vieles Andere wurden von ihm nicht anerkannt.

## Werke
Bei seinen Werken handelt es sich vornehmlich um Glaubensschriften und Korrespondenzen mit Peter von Cheltschitz, Rokycan und radikalen Hussitenpredigern, Traktaten, Ideons, Predigten und öffentliche Reden. Seine dreiteilige „Chronik von Tábor“ schrieb er in Lipany. Sie endet mit einer Verteidigung seiner Glaubensbekenntnisse nach dem Prager Urteil.

### Bibliografie
- Confessio Thaboritarum (Bekenntnis und Verteidigung von Tabor)
- Scriptum super quattuor evangelia in unum concordata (Auslegung der vier Evangelien)
- Chronicon causam sacerdotum Thaboriensium continens (Chronik von Tabor von 1419 bis 1444)